# مورای ساداکاتسو
مورای ساداکاتسو (به ژاپنی: 村井 貞勝 Murai Sadakatsu)؛ ( ۱۵۲۸ – ۱۵۸۲) یک سامورایی در دوره سنگوکو بود که برای خاندان اودا خدمت می‌کرد. وی نیز به همراه اودا نوبوناگا در حادثه معبد هوننو کشته شد.